# Jedi Prince
Jedi Prince è una serie di romanzi per ragazzi facente parte dell'Universo espanso di Guerre stellari. Consiste di sei libri scritti da Paul e Hollace Davids e pubblicati da Bantam Skylark dal 1992 al 1993. La storia è ambientata un anno dopo gli eventi de Il ritorno dello Jedi e segue il conflitto tra l'Impero Galattico, in cerca di un nuovo leader dopo la morte di Palpatine, e dell'Alleanza Ribelle guidata da Luke Skywalker e dalla Principessa Leila.

## Trama
Dopo la distruzione della Morte Nera II e la morte di Palpatine l'Impero Galattico è rimasto senza una guida. Il profeta supremo Kadann annuncia che il nuovo imperatore sarà colui che indosserà il magico guanto di Dart Fener; uno dei pretendenti, Trioculus, che sostiene di essere il figlio di Palpatine, si mette quindi in cerca dell'artefatto per legittimare le sue pretese. Intanto l'Alleanza Ribelle e il servizio di intelligence della Repubblica Galattica incaricano Luke Skywalker, C-3PO e R2-D2 di raccogliere informazioni sul nuovo imperatore. Nonostante i loro tentativi di fermarlo, sul pianeta Mon Calamari Trioculus si appropria del guanto e si elegge nuovo imperatore.
Luke apprende dell'esistenza della Città Perduta dei Jedi, nascosta sotto le foreste di Yavin IV, e del suo unico abitante, il giovane Ken detto "il principe Jedi"; egli mobilita quindi l'Alleanza Ribelle per indagare. Trioculus riceve l'investitura da Kadann, il quale però lo mette in guardia sul principe Jedi che potrebbe mettere a repentaglio il suo regno. Anche Trioculus fa quindi rotta verso la Città Perduta dei Jedi per eliminare la minaccia, ma Ken viene portato in salvo e si unisce ai ribelli. Dopo una serie di avventure, a Bespin la Principessa Leila è catturata da Trioculus, che intende farne la sua regina, e Ken è imprigionato da Zorba the Hutt, il padre di Jabba. Zorba propone uno scambio di prigionieri in modo da estrarre vendetta contro l'assassina di suo figlio, ma Leila e Ken riescono a fuggire e a unirsi a Luke e Ian Solo a bordo del Millennium Falcon. Frustrato, Zorba fa catturare Trioculus e lo iberna nella grafite.
A fronte dei suoi insuccessi, Trioculus viene sfiduciato da Kadann e dagli altri profeti del lato oscuro. Intanto sul pianeta Duro Luke, Ian e Ken scoprono Triclops, il vero figlio di Palpatine, e lo conducono al loro quartier generale. Ian e Leila compiono una fuga d'amore in un parco divertimenti, durante la quale Leila è rapita da Zorba. La nave dell'Hutt è tuttavia intercettata dal Grand Moff Hissa, il quale contrariamente alle direttive dei profeti fa liberare Trioculus. Leila è liberata da Ian, Lando Calrissian, Luke e Ken e sostituita con un droide replicante, il quale prende il posto della principessa durante le nozze con Trioculus e lo uccide. Alla base i ribelli si rendono conto che da sonnambulo Triclops trasmette informazioni sensibili concernenti l'Alleanza Ribelle all'Impero. Al fine di bloccare la fuga di informazioni, Luke e Ken si recano sul pianeta Arzid per raccogliere un fungo in grado di deattivare il collegamento tra Triclops e le sonde imperiali. Sono però catturati da truppe imperiali e condotti al cospetto dei profeti. Ken è costretto a rivelare la posizione della Città Perduta dei Jedi e scopre di essere il figlio di Triclops e quindi il legittimo erede di Palpatine alla guida dell'Impero. Luke riesce a evadere e a liberare Ken; i due si mettono poi in salvo mentre un terremoto sconquassa la città uccidendo i profeti lì intrappolati. Mentre Ken impara ad accettare le sue origini, di Triclops si perdono le tracce.

## Storia editoriale
La serie Jedi Prince prese le mosse nel 1991, dopo l'uscita e il successo del primo romanzo della trilogia di Thrawn, che mostrò che c'era un pubblico numeroso interessato ad altre opere su Guerre stellari. Nel 1992 Lucasfilm e Bantam Books si accordarono quindi per produrre una serie di romanzi per ragazzi, che vennero affidati a Paul e Hollace Davids. I romanzi presentano delle illustrazioni interne di Karl Kesel e copertine di Drew Struzan.

## Opere
- The Glove of Darth Vader (1992)
- The Lost City of the Jedi (1992)
- Zorba the Hutt's Revenge (1992)
- Mission from Mount Yoda (1993)
- Queen of the Empire (1993)
- Prophets of the Dark Side (1993)

## Accoglienza
Essendo indirizzata a giovani lettori, la serie di Jedi Prince si discosta sensibilmente dal tono più serio del resto delle narrazioni dell'Universo espanso, con storie che sono ritenute eccessivamente bizzarre, stravaganti e disallineate dalla continuity narrativa principale. La serie è stata accolta in modo negativo dai fan di Guerre stellari ed è considerata una delle aggiunte peggiori all'Universo espanso. Pubblico e critica ritengono i romanzi ridicoli, stucchevoli, triti, conformisti, politicamente corretti e con un tema ambientalista troppo accentuato. I nuovi personaggi sono giudicati piatti e stereotipati, mentre gli eroi ricorrenti della saga appaiono spesso fuori posto o decaratterizzati. Ciononostante l'iniziativa editoriale fu un successo per Lucasfilm e Bantam Book, e i libri vendettero bene.